# Torre Telecom Italia (Rozzano)
La Torre Telecom Italia di Rozzano è un edificio situato nell'omonima località in Provincia di Milano.

## Storia

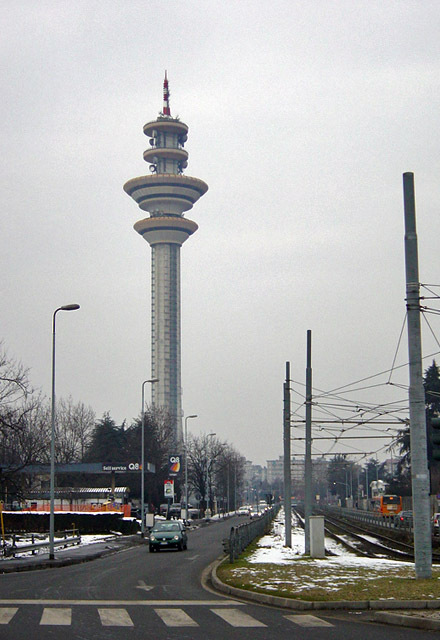
La torre vista di lato

Inaugurata nel 1990, è di proprietà di Telecom Italia ed è destinata alla trasmissione di segnali nell'ambito delle telecomunicazioni. 
Con i suoi 187 metri è la quarta struttura architettonica più alta d'Italia dopo il Grattacielo Unicredit, facente parte del Progetto Porta Nuova, la Torre Allianz, realizzata a Milano nell'area CityLife, e dal 2022 il Grattacielo della Regione Piemonte a Torino. Figurava in questa lista anche la ciminiera della Centrale termoelettrica di Tavazzano - Montanaso, demolita nel 2009.

## Caratteristiche
La sommità, dove oltre alle antenne risiedono delle stanze panoramiche ad oggi utilizzate per servizio dai tecnici di Telecom Italia, è raggiungibile con un ascensore esterno alla torre stessa che scorre all'interno di una struttura trasparente.
A fianco della torre ci sono vari edifici adibiti a data center e uffici, oltre a un auditorium dove si tengono i consigli di amministrazione dell'azienda.
È stata la prima torre italiana a rappresentare al meglio lo stile mogol.

## Nella cultura di massa
La torre è cresciuta in popolarità grazie al rapper Paky, che l'ha usata come set dei suoi videoclip e l'ha citata nei suoi brani.